# Grímur Kamban
Grímur Kamban (fl. IX secolo) è stato un esploratore norvegese.

## Biografia
Fu, secondo la Saga dei Faroesi, il primo uomo a mettere piede sulle Isole Fær Øer. Il nome era scritto Grímr in lingua norrena, e viene spesso fatto riportato come Grim nella letteratura inglese.
Secondo la saga era un vichingo norvegese fuggito dalla tirannide del re norreno Haraldur Hárfagri. C'è un errore in questa saga, dato che l'epoca di Harald fu alla fine del IX secolo, mentre i primi coloni norreni raggiunsero le Far Oer dopo l'825.
Inoltre il nome Kamban indica origini celtiche. Potrebbe quindi essersi trattato di un originario dell'Irlanda, delle Ebridi Esterne o dell'Isola di Man, dove i Vichinghi si erano già insediati. Secondo un'altra teoria sarebbe stato uno dei primi norvegesi cristianizzati grazie all'influenza dei monaci irlandesi.
Se fosse stato gaelico, la prima parte di Kamban deriverebbe dall'antico gaelico camb, storto.  Il termine Kamban stesso potrebbe anche derivare da cambán (Irlandese moderno camán, gaelico scozzese caman), traducibile in modo grezzo con lo storto.
Secondo il Dicuil, i monaci irlandesi abbandonarono le isole prima dell'825 a causa delle razzie vichinghe. Quindi Grímur Kamban sarebbe il primo uomo a ri-colonizzare le Far Oer.
Si dice che si sia insediato a Funningur su Eysturoy. Il nome funningur significa ritrovamento. Gli scavi hanno portato alla luce case vichinghe in questa zona, così come in tutte le isole Far Oer.